# Musée Mathurin-Méheut
Le musée Mathurin-Méheut est situé place du Champ de foire à Lamballe, dans le département des Côtes-d'Armor. Il est consacré au peintre, décorateur, illustrateur, céramiste et sculpteur Mathurin Méheut (1882-1958), natif de la ville.
Il a été créé en 1972, à l’initiative de l’association Les Amis de Mathurin-Méheut, à partir du fonds d’atelier donné par la fille de l’artiste, Marguerite Méheut. Il est installé depuis juin 2022 dans un bâtiment des anciens haras de Lamballe.
Le musée accueille chaque année des expositions temporaires mettant en lumière certains thèmes de l'œuvre de Mathurin Méheut, et permettant de présenter par roulement une collection estimée à plus de 5 000 œuvres.

## Historique

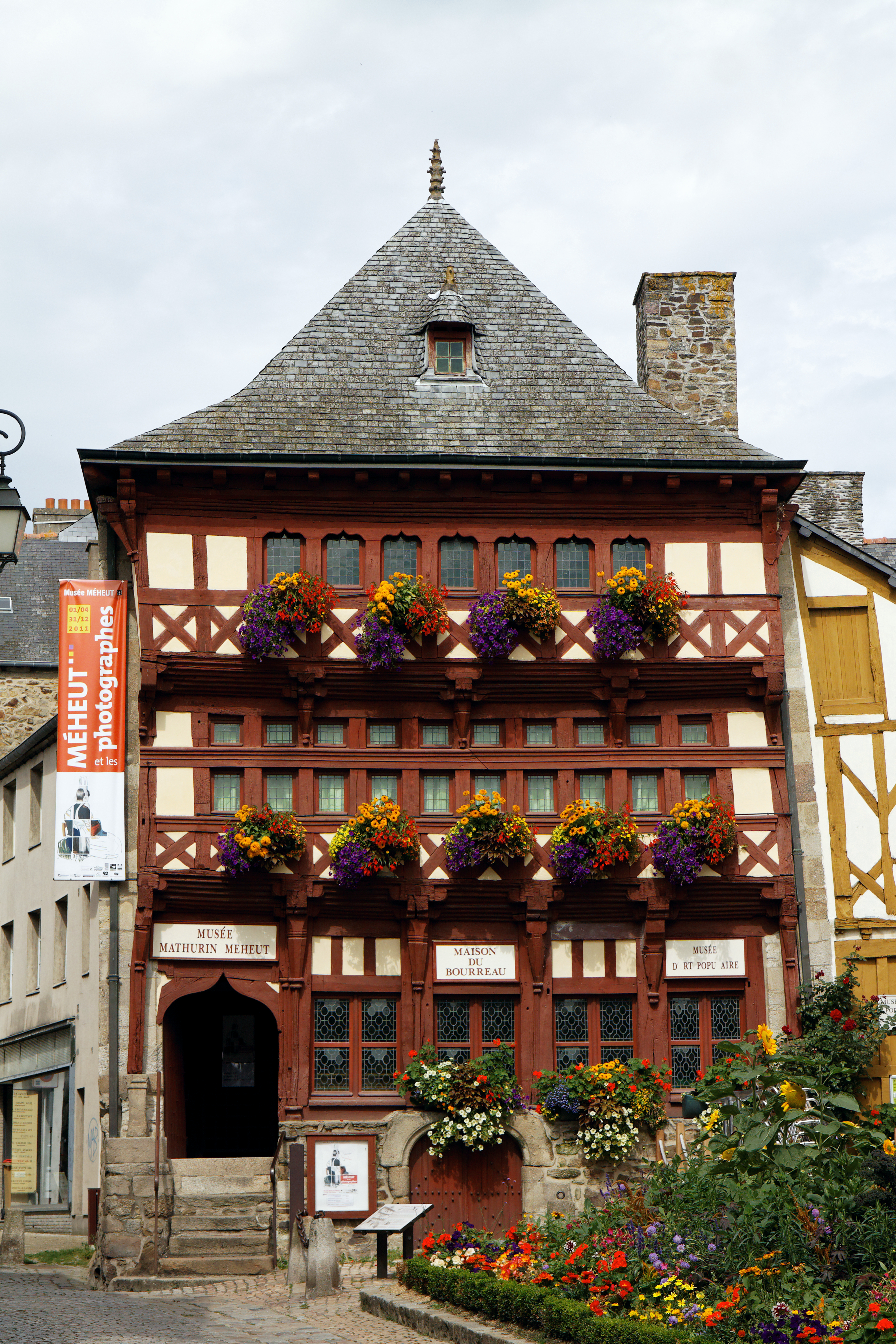
La Maison du Bourreau, ancien site du musée.

- 1962 - 1972 : l'épouse et la fille de l'artiste, Marguerite Méheut et Maryvonne Meheut (1908-1992), font don de 10 000 œuvres à l'association Les Amis de Mathurin Méheut. Cette donation permet de constituer la collection du futur musée Mathurin-Méheut.
- 1972 : création du musée, situé dans une maison à colombages célèbre de la ville de Lamballe, appelée la « Maison du Bourreau » (XIVe et XVIe siècles), qui fait l'objet de classements au titre des Monuments historiques les 22 novembre 1909 et 1er juin 1964[1].
- 2001 : les héritiers du peintre contestent les donations effectuées par leurs ascendants, entre 1962 et 1972[2],[Cit. 1].
- 2008 :
  - Pour le cinquantenaire de la mort de Mathurin Méheut, une rétrospective est organisée à Lamballe (musée Mathurin-Méheut et hôtel de ville) et Morlaix (sur les deux sites du musée de Morlaix : Couvent des Jacobins et Maison à Pondalez).
  - La fréquentation annuelle dans l'ancien musée est de 6 000 à 9 000 visiteurs par an.
  - Après avis favorable du Haut Conseil des musées de France, le musée Mathurin-Méheut et les héritiers du peintre signent un protocole d'accord aboutissant à un partage des œuvres issues de la donation de Maryvonne et Marguerite Méheut : 5 000 œuvres sont restituées aux héritiers de Mathurin Méheut, 5 000 œuvres sont conservées par le musée[2],[Cit. 2],[3].
- 2009 : projet scientifique et culturel d'extension du musée[4].
- 2014 : création du Groupement d'intérêt public (GIP) Musée Mathurin Méheut où siègent la ville de Lamballe, la communauté d'agglomération Lamballe Terre & Mer, le Département des Côtes d'Armor et l'Association Les Amis de Mathurin Méheut.
- 18 juin 2022 : ouverture du nouveau musée dans une ancienne écurie du Haras de Lamballe (place du champ de foire).

## Fréquentation
Pour des raisons techniques, il est temporairement impossible d'afficher le graphique qui aurait dû être présenté ici.

## Expositions temporaires
- 2006 : Invitation au voyage (Japon, États-Unis, Crête...).
- 2007 : Or brun, or blanc, du Léon à Guérande.
- 2008 : Mathurin Méheut : rétrospective, œuvres de jeunesse, séjour à Roscoff, voyage au Japon et dessins de guerre.
- 2009 : Artistes en guerre, la Grande guerre vue par Mathurin Méheut et ses contemporains, Jean-Julien Lemordant, Camille Godet, Jean-Georges Cornélius, Otto Dix[5].
- 2010 : Méheut, le monde de la nature (affiche d'exposition Le Cornac)[6].
- 2011 : Méheut et les photographes : dialogue en couleurs.
- 2012 : Mathurin Méheut : empreintes d'un voyage au Japon.
- 2013 : grande rétrospective Mathurin Méheut organisée avec le Musée national de la Marine à Paris.

## Œuvres
Issues de la donation de l'épouse et de la fille de Mathurin Méheut, Maryvonne et Marguerite Méheut, les collections renferment le fonds d'atelier de l'artiste : 5 000 toiles, gouaches et croquis, dessinés et peints le plus souvent sur le terrain.

## Administration
- Conservateurs :
  - 1972 - 1992 : Yvonne Jean-Haffen
  - 1992 - 2005 : Anne de Stoop
  - 2005 - 2014 : Chrystèle Rozé
  - 2014 - 2019 : Céline Mahieux
  - 2019 - aujourd'hui : Mylène Allano